# Kuwait Petroleum Italia
Kuwait Petroleum Italia (KUPIT), comunemente nota come Q8 Italia, è la divisione italiana della Kuwait Petroleum International (KPI), e distribuisce carburanti (diesel, benzina, metano, GPL), lubrificanti e altri prodotti petroliferi in Italia dal 1984 sotto il marchio Q8.
KUPIT è per importanza e dimensioni tra le principali Società del settore petrolifero italiano. Ha sede a Roma e l'attuale amministratore delegato è Fadel Al Faraj, in carica da aprile 2022. 
Nel 2018 Kuwait Petroleum Italia è stata la 18ª azienda italiana per fatturato, con 6,7 miliardi di vendite (+15,4% rispetto al 2017).

## Storia
Kuwait Petroleum Italia è l'affiliata più importante della Kuwait Petroleum International (sussidiaria della holding Kuwait Petroleum Corporation), attiva nella raffinazione e distribuzione di prodotti petroliferi. Kuwait Petroleum è entrata nel mercato italiano nel 1984 rilevando la rete di vendita Gulf e successivamente Mobil. La storia e la crescita di Q8 Italia sono segnate da una serie di acquisizioni:
- 1984 - Acquisizione di Gulf Oil in Italia - Fondazione di Kuwait Petroleum Italia;
- 1988 - acquisizione di Roloil, azienda di punta nel segmento lubrificanti del Gruppo Montedison;
- 1990 - acquisizione delle attività di raffinazione e distribuzione carburanti e combustibili della Mobil Oil in Italia;
- 1992 - lancio della rete di distributori e delle aree di servizio Q8;
- 1995-96 - accordo con Agip per l'acquisto del 50% della raffineria di Milazzo[5] e la vendita di 336 punti vendita a marchio Agip e IP (di cui 15 autostradali)[6], pari a una quota di mercato del 1,5%;
- 1999 - unificazione sotto il marchio ConqordOil delle attività di produzione e commercializzazione di lubrificanti;
- 2001 - costituzione della società Q8Quaser, operante nella vendita dei prodotti e servizi Q8 nel canale extra-rete;
- 2014 - cessione da parte di Shell Italia della rete di stazioni di servizio e di depositi carburanti presenti sul territorio italiano[7][8].

Q8 in Italia, per il suo sito q8.it, è riuscita a ottenere i soli due caratteri prima del dominio nazionale .it, nonostante sia vietato dal NIC italiano usarne meno di tre.

## Attività
Kuwait Petroleum Italia opera principalmente attraverso due canali commerciali: la rete dei distributori e l'extra-rete.

### Rete distributori Q8

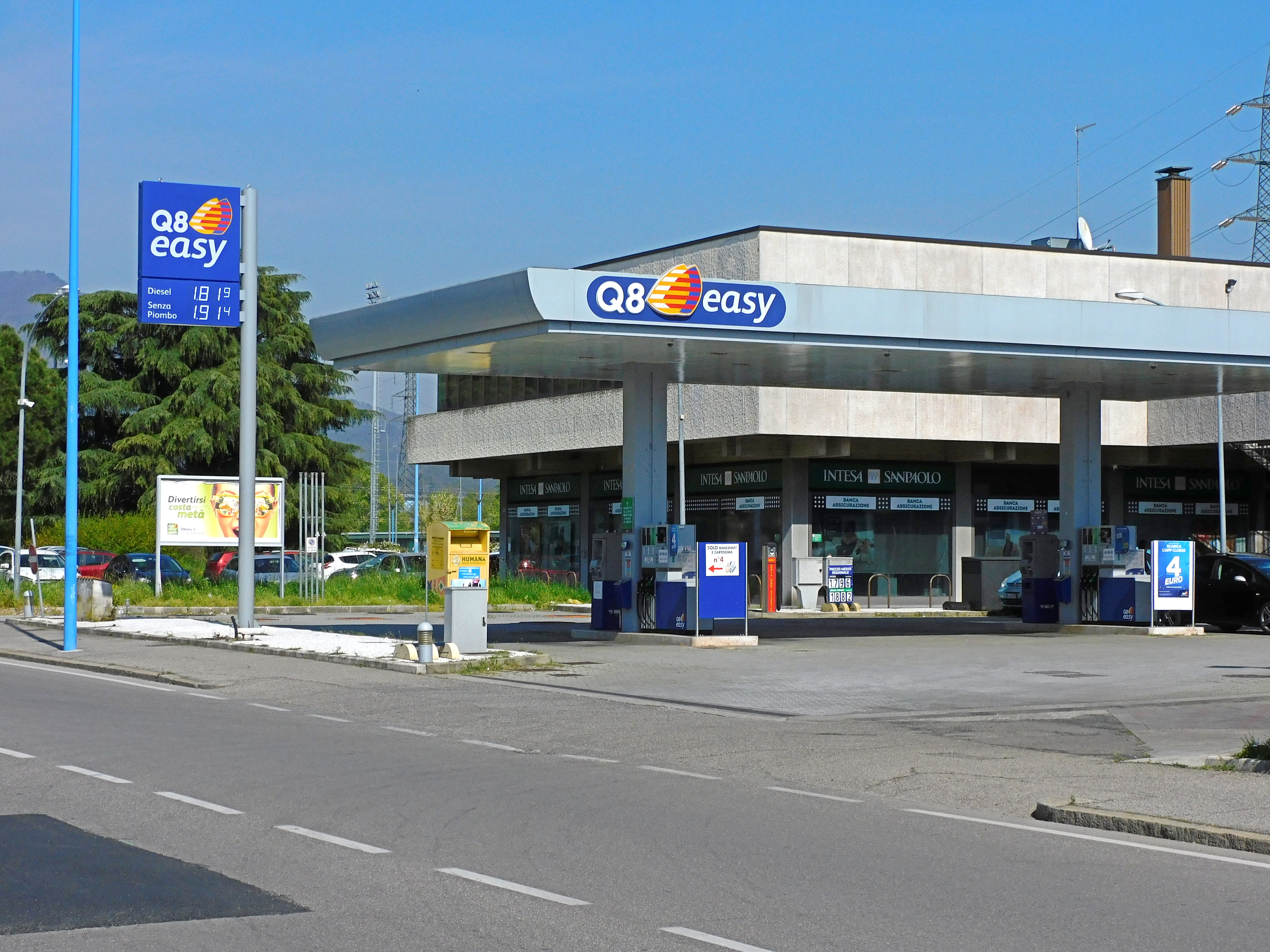
Impianto Q8Easy a Brescia

La rete Q8 detiene una quota di mercato superiore al 16%. Degli oltre circa 36 miliardi di litri di prodotti commercializzati annualmente sulla rete italiana, poco meno di 3,8 miliardi di litri vengono commercializzati sulla Rete Q8 attraverso circa 3.000 stazioni di servizio e distributori di benzina, dislocati su tutto il territorio nazionale e sui più importanti tratti autostradali.
Oltre ai distributori Q8, in Italia la Kuwait Petroleum Italia ha lanciato i distributori Q8 Easy, distributori automatizzati senza personale dove è possibile fare rifornimento self-service. Nel 2014 Q8 ha ampliato la sua rete a seguito dell'acquisizione dei distributori di Shell nella rete italiana. Nel 2021 la Q8 è presente in Italia con circa 2700-3000 impianti (12,5% del mercato nazionale).

### Extra-Rete
In questo segmento di mercato Q8 opera prevalentemente attraverso due canali di vendita:
- direttamente al consumo attraverso la controllata Q8 Quaser, articolata su quattro divisioni geografiche per ciò che riguarda gli idrocarburi;
- attraverso la controllata Q8Oils (ex Conqord Oil)[12], che produce e distribuisce i lubrificanti dei marchi Roloil e Q8 Oils.

## Mobilità elettrica
Nel dicembre 2018 è stata installata presso il distributore Q8 Rho Sud sull'A4 Torino-Milano la colonnina di ricarica Fast Recharge da 50 kW, la prima di questo tipo ad essere installata su un'autostrada italiana.
Questa attività fa parte del progetto Eva+, il programma messo in atto grazie ai finanziamenti dalla Commissione europea e gestito da Enel X insieme a diverse case automobilistiche. L'obiettivo del progetto è quello di consentire l'utilizzo dei veicoli elettrici anche al di fuori dalle strade delle città italiane.

## Sponsorizzazioni
Nel 2007 il marchio Q8 sponsorizza lo scafo Anonimo Q8. Il TP 52 fa parte della classe che viene definita la “Formula 1” della vela ed ha disputato le regate del Campionato Mondiale 2007, nonché partecipato ai più importanti eventi a livello internazionale.